# طارق فتح
طارق فتح هو صحفي ومؤلف باكستاني كندي. ومؤسس الكونغرس المسلم الكندي، ومسؤول الاتصال والمتحدث الرسمي باسمه. وهو علماني أيَّد فصل الدين عن الدولة، وعارض تطبيق الشريعة الإسلامية، ودعا إلى «شكل ليبرالي تقدمي» للإسلام. قوبل بعض نشاطه وتصريحاته بانتقادات من الجماعات الإسلامية. اعتبر نفسه هنديًا وُلد في باكستان، بنجابيًا وُلد في الإسلام.
تعرض لانتقادات عدة مرات لنشره أخبارًا زائفة على تويتر، ووصف بأنه «يلعب بين ناري الشك العقلاني وازدراء المجتمع المسلم».